# Cabazan
Cabazan är en ort i Mexiko.   Den ligger i kommunen San Ignacio och delstaten Sinaloa, i den centrala delen av landet, 900 km nordväst om huvudstaden Mexico City. Cabazan ligger 177 meter över havet och antalet invånare är 278.
Terrängen runt Cabazan är varierad. Runt Cabazan är det mycket glesbefolkat, med 4 invånare per kvadratkilometer. Närmaste större samhälle är San Ignacio, 8,9 km nordost om Cabazan. I omgivningarna runt Cabazan växer i huvudsak lövfällande lövskog.